# Klejpaniszki
Klejpaniszki – dawna wieś. Tereny, na których była położona, leżą obecnie na Białorusi, w obwodzie witebskim, w rejonie brasławskim, w sielsowiecie Mieżany.

## Historia
W czasach zaborów w gminie Brasław, w powiecie nowoaleksandrowskim, w guberni wileńskiej Imperium Rosyjskiego. W 1866 należała do dóbr Dryświaty.
W latach 1921–1939 wieś leżała w Polsce, w województwie nowogródzkim (od 1926 w województwie wileńskim) w powiecie brasławskim, w gminie Brasław.
Według Powszechnego Spisu Ludności z 1921 roku zamieszkiwały tu 32 osoby, wszystkie były wyznania rzymskokatolickiego i zadeklarowały białoruską przynależność narodową. Było tu 7 budynków mieszkalnych. W 1931 w 9 domach zamieszkiwało 38 osób.
Wieś należała do parafii rzymskokatolickiej w Brasławiu. W 1933 podlegała pod Sąd Grodzki w Brasławiu i Okręgowy w Wilnie; właściwy urząd pocztowy mieścił się w Brasławiu.